# Tournoi d'ouverture du championnat d'Argentine de football 2004
Navigation
Tournoi précédent Tournoi suivant
Le tournoi d'ouverture de la saison 2004 du Championnat d'Argentine de football est le premier tournoi semestriel de la 75e édition du championnat de première division en Argentine. Les vingt équipes sont regroupées au sein d'une poule unique où elles affrontent une fois chacun de leurs adversaires. Il n'y a ni promotion, ni relégation à l'issue de ce tournoi.
C'est le club de Newell's Old Boys qui remporte le tournoi après avoir terminé en tête du classement final, avec deux points d'avance sur Vélez Sarsfield et trois sur le tenant du titre, River Plate. C'est le cinquième titre de champion d'Argentine de l'histoire du club, le premier depuis son succès lors du tournoi de clôture 1992.

## Qualifications continentales
Le vainqueur du tournoi Ouverture est directement qualifié pour la Copa Libertadores 2006. 

## Les clubs participants
| \| Buenos Aires La Plata Rosario Santa Fe Córdoba Bahía Blanca Tres Arroyos \| Villes représentées lors de la saison 2004-2005 |
| Buenos Aires La Plata Rosario Santa Fe Córdoba Bahía Blanca Tres Arroyos                                                       |

- Arsenal
- Gimnasia y Esgrima (La Plata)
- Rosario Central
- Quilmes
- Boca Juniors
- Banfield
- Colón (Santa Fe)
- Olimpo (Bahía Blanca)
- Independiente
- Lanús
- Newell's Old Boys (Rosario)
- Racing Club
- San Lorenzo de Almagro
- Estudiantes (La Plata)
- River Plate
- Vélez Sársfield
- Instituto (Córdoba) - Promu de Primera B Nacional
- Almagro - Promu de Primera B Nacional
- Argentinos Juniors - Promu de Primera B Nacional
- Huracán (Tres Arroyos) - Promu de Primera B Nacional

## Compétition
Le barème utilisé pour établir le classement est le suivant :
- Victoire : 3 points
- Match nul : 1 point
- Défaite : 0 point

### Classement
| Rang | Équipe                        | Pts | J  | G  | N  | P  | Bp | Bc | Diff |
| ---- | ----------------------------- | --- | -- | -- | -- | -- | -- | -- | ---- |
| 1    | Newell's Old Boys (Rosario)   | 36  | 19 | 10 | 6  | 3  | 22 | 11 | +11  |
| 2    | Vélez Sársfield               | 34  | 19 | 10 | 4  | 5  | 21 | 16 | +5   |
| 3    | River PlateT                  | 33  | 19 | 9  | 6  | 4  | 28 | 19 | +9   |
| 4    | Estudiantes (La Plata)        | 30  | 19 | 7  | 9  | 3  | 22 | 14 | +8   |
| 5    | San Lorenzo de Almagro        | 30  | 19 | 8  | 6  | 5  | 29 | 22 | +7   |
| 6    | Rosario Central               | 30  | 19 | 8  | 6  | 5  | 19 | 15 | +4   |
| 7    | Colón (Santa Fe)              | 27  | 19 | 7  | 6  | 6  | 24 | 22 | +2   |
| 8    | Boca Juniors                  | 26  | 19 | 7  | 5  | 7  | 22 | 16 | +6   |
| 9    | Banfield                      | 26  | 19 | 6  | 8  | 5  | 24 | 22 | +2   |
| 10   | Racing Club                   | 26  | 19 | 8  | 2  | 9  | 22 | 21 | +1   |
| 11   | Lanús                         | 26  | 19 | 6  | 8  | 5  | 25 | 26 | -1   |
| 12   | Gimnasia y Esgrima (La Plata) | 25  | 19 | 6  | 7  | 6  | 16 | 23 | -7   |
| 13   | Arsenal                       | 24  | 19 | 5  | 9  | 5  | 17 | 16 | +1   |
| 14   | Quilmes                       | 24  | 19 | 6  | 6  | 7  | 14 | 18 | -4   |
| 15   | Independiente                 | 23  | 19 | 6  | 5  | 8  | 23 | 26 | -3   |
| 16   | Argentinos JuniorsP           | 22  | 19 | 6  | 4  | 9  | 17 | 17 | 0    |
| 17   | AlmagroP                      | 22  | 19 | 4  | 10 | 5  | 15 | 18 | -3   |
| 18   | Olimpo (Bahía Blanca)         | 17  | 19 | 4  | 5  | 10 | 21 | 29 | -8   |
| 19   | Instituto (Córdoba)P          | 14  | 19 | 2  | 8  | 9  | 16 | 30 | -14  |
| 20   | Huracán (Tres Arroyos)P       | 12  | 19 | 2  | 6  | 11 | 19 | 34 | -15  |

|  | Qualification directe pour la Copa Libertadores 2006 |
|  | T : Tenant du titre P : Club promu de Primera B      |

## Bilan de la saison
| Championnat d'Argentine de football 2004 |                                        |
| Champion                                 | Newell's Old Boys (Rosario) (5e titre) |
| Coupes et trophées                       |                                        |
| Vainqueur de la Coupe d'Argentine 2004   | Non disputée                           |
| Qualifications continentales             |                                        |
| Copa Libertadores 2006                   | Newell's Old Boys (Rosario)            |
| Promotions et relégations                |                                        |
| Promus en Primera Division               | Aucun                                  |
| Relégués en Primera B Nacional           | Aucun                                  |